# Victoriaville
Victoriaville é uma cidade localizada na província canadense de Quebec. A sua área é de 81,6 km², sua população é de 45 500 habitantes, e sua densidade populacional é de 550 hab/km² (segundo o censo canadense de 2013). A cidade foi fundada em 1858, e incorporada em 1993.